# Manuel Victorio García Lanza
Manuel Victorio García Lanza (Coroico, Bolivia; 8 de diciembre de 1777 - Río Huari; 16 de noviembre de 1809) es considerado uno de los principales partícipes de la revolución del 16 de julio en La Paz.

## Biografía
Manuel Victorio García Lanza nació en Coroico, provincia de Yungas, en el actual departamento de La Paz, el 8 de diciembre de 1777. Sus padres, Martín García Lanza y Martínez y Nicolasa Mantilla Paz y Salvatierra lo enviaron junto a su hermano Gregorio a estudiar en la Universidad del Cuzco, pero antes de graduarse debió regresar por la violenta muerte de su madre.
Se casó en 1801 con María Dolores Mantilla Chirveches, prima del acaudalado comerciante español Domingo Chirveches, y tuvo seis hijos con ella: José Manuel (1802), Manuel Vicente (1803), María Francisca Plácida (1804), José Manuel (1807), Fernando (1808) y Manuel Joaquín Baltasar (1810).
Se desempeñó como subdelegado de Sica Sica y en 1804 se incorporó al Cabildo de La Paz como regidor perpetuo. Los hermanos Lanza junto a Pedro Domingo Murillo, entre otros patriotas, fueron activos promotores de la causa independentista, tanto en el movimiento abortado de 1805 como en los sucesos que, tras la Revolución de Chuquisaca del 25 de mayo de 1809, desembocaron en la revuelta del 16 de julio. En las reuniones previas a la revuelta se acordó que Victorio marchara como enlace a Chuquisaca, lo que hizo el 15 de julio, el día anterior a la fecha fijada para la sublevación. Regresó a mediados de agosto, con informes desfavorables sobre las esperanzas de que la Real Audiencia de Charcas acompañara la radicalización del movimiento.  
Su hermano Gregorio se incorporó a la nueva junta de gobierno independentista denominada Junta Tuitiva y presidida por el coronel Pedro Domingo Murillo.
El 12 de septiembre Lanza marchó sobre Chulumani como Comandante general en el Partido de Yungas, junto a Francisco Iriarte y el presbítero José Antonio Medina, con el objeto insurreccionar a los indios de los valles de Yungas.

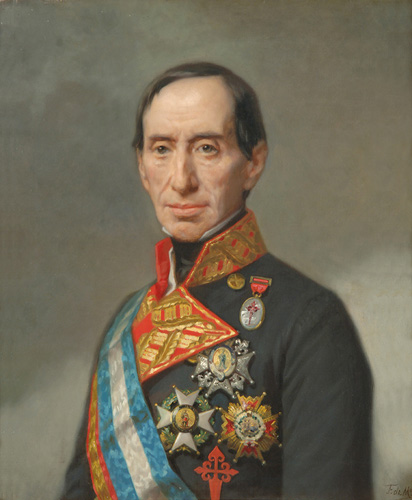
José Manuel de Goyeneche.

El 26 de octubre intentó tomar Irupana, donde el obispo depuesto Remigio de la Santa y Ortega y el capitán español Joaquín Revuelta se enfrentaban a la revolución. Varios sacerdotes se convirtieron en soldados por orden del obispo. Lanza fue derrotado y junto a Castro, Mariano Graneros y Sagárnaga entre otros patriotas se retiraron con algunas fuerzas sobrevivientes. Castro se hizo fuerte en Coroico, Sagárnaga en Pacollo y Lanza en Chulumani. 
Goyeneche envió tras ellos el 30 de octubre a su primo el coronel Domingo Tristán con una fuerza de 550 hombres que convergieron sobre Irupana y el 14 de noviembre otra de 300 hombres al mando de Narciso Basagoitia a la vecina Chulumani.
El 11 de noviembre, Tristán atacó con la cooperación de La Santa, y venció a los patriotas en el Combate de Chicaloma. Castro y Lanza abandonaron el campo de batalla dirigiéndose a Chulumani, y de allí pasaron a Laza rumbo a Brasil perseguidos por partidas indias aliadas a las fuerzas de Goyeneche. Fueron alcanzados cerca del río Wiri o Huari y degollados el mediodía del 16 de noviembre. 
Tristán envió a Goyeneche las cabezas de Victorio Lanza y Gabriel Castro. La cabeza de Lanza fue exhibida clavada en la plaza pública de su ciudad natal. En la posterior sentencia de Goyeneche contra los involucrados en la revolución, los bienes del difunto fueron confiscados.